# 고나카가와촌
고나카가와촌(小中川村)은 니가타현 니시칸바라군에 설치되었던 촌이다. 현재의 쓰바메시에 해당한다.